# Kefar Baruch
Kefar Baruch (hebr. כפר ברוך; ang. Kefar Barukh lub Kfar Barukh) – moszaw położony w Samorządzie Regionu Emek Jizre’el, w Dystrykcie Północnym, w Izraelu. Członek Ruchu Moszawów.

## Położenie
Moszaw Kefar Baruch jest położony na niewielkim wzgórzu o wysokości od 60 do 45 metrów n.p.m. w centralnej części intensywnie użytkowanej rolniczo Doliny Jezreel w Dolnej Galilei, na północy Izraela. Okoliczny teren jest płaski, i delikatnie opada w kierunku zachodnim. Na północ i zachód od osady przepływa strumień Cvi, który wpada do przepływającej na południu rzeki Kiszon. Na wschodzie jest zbiornik wodny Kfar Baruch, który gromadzi wodę z okolicznych strumieni. W odległości 4 km na południowym zachodzie rozciąga się płaskowyż Wyżyny Menassesa, a w odległości 4 km na północny wschód wznosi się masyw górski Hare Nacerat. W otoczeniu znajduje się miasto Afula, moszawy Kefar Jehoszua, Bet Sze’arim, Nahalal, Kefar Gidon, Balfurja, Ha-Jogew i Midrach Oz, oraz kibuce Ramat Dawid, Gewat, Sarid, Mizra, Miszmar ha-Emek i Ha-Zore’a. Na północny zachód od osady jest baza lotnicza Ramat Dawid, a w odległości 5 km na południowy wschód jest port lotniczy Megiddo i baza wojskowa Amos.
Kefar Baruch jest położony w Samorządzie Regionu Emek Jizre’el, w Poddystrykcie Jezreel, w Dystrykcie Północnym Izraela.

## Historia

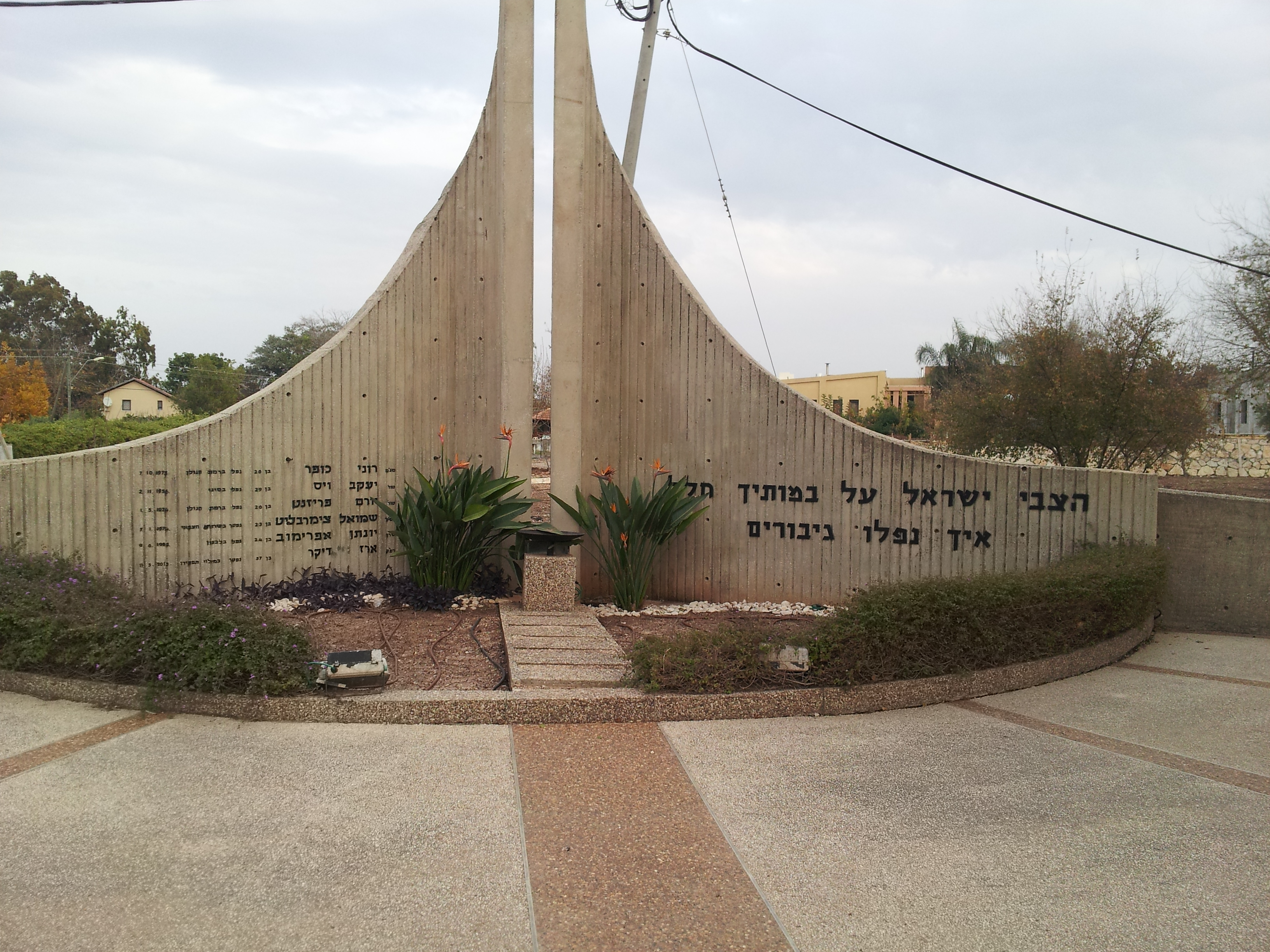
Pomnik upamiętniający ofiary wojen

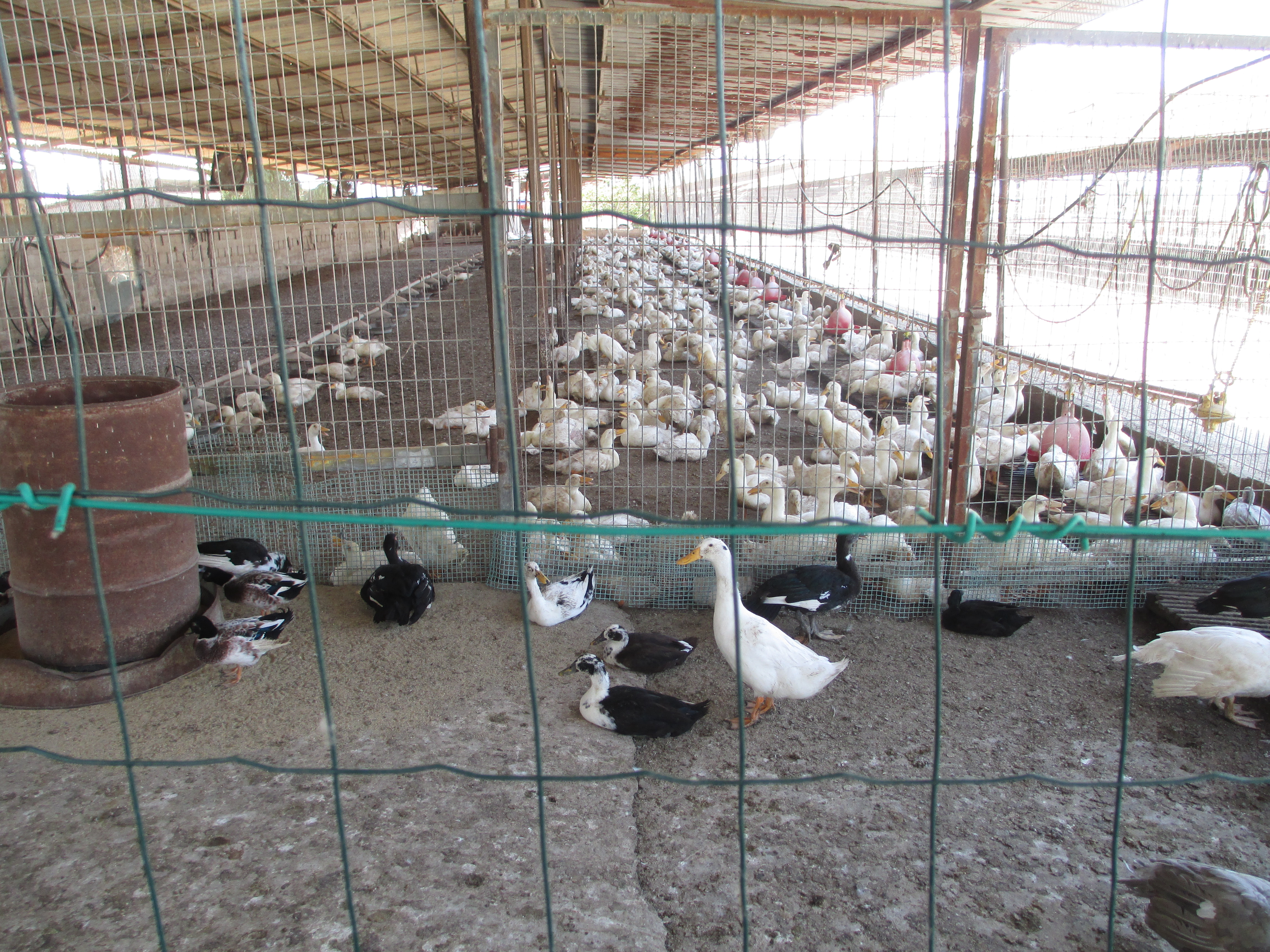
Ferma drobiu w moszawie

W wyniku I wojny światowej w 1918 roku cała Palestyna przeszła pod panowanie Brytyjczyków, którzy w 1922 roku formalnie utworzyli na tym obszarze Mandat Palestyny. Stworzyło to warunki do rozwoju osadnictwa żydowskiego w Palestynie. W latach 20. XX wieku organizacje syjonistyczne wykupiły znaczne grunty w Dolinie Jezreel. W ten sposób w 1926 roku powstał moszaw Kefar Baruch. Osada została nazwana od jej założyciela, filantropa Barucha Kahane, który wyemigrował z Rumunii – przekazał on swój majątek na rzecz Żydowskiego Funduszu Narodowego w zamian za uwiecznienie jego imienia w nazwie osady.
Żydowski Fundusz Narodowy przygotował dokładny plan założenia moszawu Kefar Baruch. Został on zasiedlony przez trzy grupy osadników: grupę 60 rodzin z Rumunii, grupę orientalnych osadników (20 rodzin z Bułgarii, Kurdystanu i Kaukazu) oraz grupę 20 rodzin klasy średniej, które miały być siłą napędową rozwoju osady. W rezultacie osada podzieliła się na dwie odrębne części. Po stronie północnej mieszkała grupa rumuńska, a po stronie południowej grupa orientalna. W maju 1927 roku w moszawie mieszkało w sumie 27 rodzin Żydów sefardyjskich. Nie udało się sprowadzić do osady żadnej rodziny z klasy średniej. Początkowo obie grupy funkcjonowały oddzielnie, ale w 1930 roku udało się przeprowadzić ich konsolidację. W tych pierwszych latach, pionierzy mieszkali w namiotach, a wodę sprowadzano ze źródeł odległych o kilka kilometrów. Osadnicy ciężko pracowali przy osuszaniu okolicznych bagien, które przekształcono w pola uprawne. Przy tym wszystkim sytuacja grupy rumuńskiej była lepsza dzięki pomocy nadchodzącej od społeczności żydowskiej w Rumunii. Aby ułatwić rozwój gospodarczy moszawu, przekonano brytyjskie władze mandatowe do pomysłu utworzenia nowej stacji kolejowej Kefar Baruch na linii kolejowej Doliny. Była ona łącznikiem miasta portowego Hajfa z linią Kolei Hidżaskiej, która łączyła Damaszek z Medyną. Stacja kolejowa powstała w 1926 roku i znajdowała się na północ od moszawu (obecnie nie pozostał po niej żaden ślad). Przez długie lata pełniła ona wyłącznie rolę przystanku osobowego, a podróżni kupowali bilety u konduktora. Kolej umożliwiła rozwój mleczarstwa i ułatwiła dostawy oraz sprzedaż mleka kupcom w Hajfie. Tutejsza stacja kolejowa podnosiła rangę moszawu i zwiększała jego atrakcyjność. W 1937 roku przygotowano nowe miejsca pod budowę domów i starano się zachęcić imigrantów do osiedlenia w osadzie. Staranie te zakończyły się niepowodzeniem, gdyż napięte wewnętrzne stosunki zniechęcały potencjalnych osadników do przyłączenia się. Podczas arabskiego powstania w Palestynie (1936–1939) moszaw był kilkakrotnie atakowany, a okoliczne pola podpalane. Poszukując skutecznego rozwiązania narastającego konfliktu izraelsko-arabskiego w dniu 29 listopada 1947 roku została przyjęta Rezolucja Zgromadzenia Ogólnego ONZ nr 181. Zakładała ona między innymi, że moszaw Kefar Baruch miał znaleźć się w granicach nowo utworzonego państwa żydowskiego. Arabowie odrzucili tę rezolucję i dzień później doprowadzili do wybuchu wojny domowej w Mandacie Palestyny. Na samym jej początku siły Arabskiej Armii Wyzwoleńczej zajęły pobliskie wioski i sparaliżowały żydowską komunikację w regionie. Dopiero działania podjęte podczas I wojny izraelsko-arabskiej w 1948 roku zabezpieczyły całą Dolinę Jezreel, umożliwiając dalszy rozwój żydowskiego osadnictwa. Konsekwencje wojenne doprowadziły jednak do unieruchomienia tutejszej linii kolejowej. Obecnie budowana nowa linia kolejowa będzie ponownie przebiegać przy moszawie, a nowa stacja kolejowa będzie znajdować się w odległości 1 km na południowy zachód od historycznej stacji.

## Demografia
Większość mieszkańców moszawu jest Żydami, jednak nie wszyscy identyfikują się z judaizmem. Tutejsza populacja jest świecka:

## Gospodarka i infrastruktura
Gospodarka moszawu opiera się na intensywnym rolnictwie. Na południowy wschód od osady znajduje się główny zbiornik retencyjny Emek Jizre’el. Znajduje się on w zlewni rzeki Kiszon, ale był on zasilany także innymi strumieniami. Na początku lat 90. XX wieku jezioro zaczęło wysychać, a okoliczne grunty pustynnieć. Na jego miejscu wybudowano wówczas mniejszy zbiornik Kefar Baruch, który dostarcza wody dla potrzeb rolniczych. Jest tu także duża ferma drobiu. Część mieszkańców dojeżdża do pracy poza moszawem. W moszawie znajduje się przychodnia zdrowia, sklep wielobranżowy i warsztat mechaniczny.

## Transport
Z moszawu wyjeżdża się na północny wschód drogą nr 7255, którą dojeżdża się do drogi nr 73 przy mieście Migdal ha-Emek.

## Edukacja  i kultura
Moszaw utrzymuje przedszkole. Starsze dzieci są dowożone do szkół w moszawie Nahalal. W moszawie jest ośrodek kultury z biblioteką, basen pływacki, sala sportowa oraz boisko.

## Turystyka
W moszawie działa niewielka firma turystyczna, oferująca wycieczki samochodami terenowymi po okolicy. Są tutaj organizowane różne imprezy integracyjne. W jednym ze zbiorników na północ od moszawu znajduje się hodowla żółwi. Po stronie wschodniej znajduje się szczyt tutejszego wzniesienia (65 metrów n.p.m.). Rozciąga się stąd panorama na całą okolicę. Urządzono tutaj miejsce odpoczynku i zasadzono drzewa.